# Grote knobbelhagedis
De grote knobbelhagedis (Xenosaurus grandis) is een hagedis uit de familie knobbelhagedissen (Xenosauridae).

## Naam en indeling
De wetenschappelijke naam van de soort werd voor het eerst voorgesteld door John Edward Gray in 1856. Oorspronkelijk werd de naam Cubina grandis gebruikt. De wetenschappelijke geslachtsnaam Xenosaurus betekent vrij vertaald 'vreemde hagedis'; xenos = vreemd en sauros = hagedis. De soortaanduiding grandis betekent vrij vertaald 'groot'.
Lange tijd werden vijf ondersoorten erkend, waarvan er tegenwoordig drie als aparte soorten worden gezien. Deze voormalige ondersoorten zijn Xenosaurus agrenon, Xenosaurus arboreus en Xenosaurus rackhami.
De huidige ondersoorten zijn:
| Naam                              | Auteur                 | Verspreidingsgebied       |
| --------------------------------- | ---------------------- | ------------------------- |
| Xenosaurus grandis grandis        | Gray, 1856             | Mexico (Veracruz, Puebla) |
| Xenosaurus grandis sanmartinensis | Werler & Shannon, 1961 | Mexico (Veracruz)         |

## Uiterlijke kenmerken
De grote knobbelhagedis bereikt een lichaamslengte van ongeveer zeven tot dertien centimeter exclusief de staart, deze is ongeveer net zo lang als het lichaam. De kop is relatief groot en afgeplat, de ogen en gehooropeningen zijn duidelijk zichtbaar. De hagedis heeft een gevorkte tong en scherpe, lange tanden. Het lijf is eveneens afgeplat en voorzien van een bandering van lichte strepen. Op de staart is de bandering meer afgetekend dan op het lichaam.
Over de gehele bovenzijde van het lichaam zijn kleine, ronde knobbels aanwezig die in rijen zijn gepositioneerd. Hieraan is de Nederlandstalige naam knobbelhagedis te danken. Op de staart worden deze knobbels kleiner naar de staartpunt toe. Deze verharde bultjes ontbreken alleen op de buikzijde en aan de onderzijde van de poten.

## Verspreiding en habitat
De grote knobbelhagedis komt voor in delen van Midden-Amerika en leeft in de landen Guatemala en Mexico. De habitat bestaat uit zeer vochtige gebieden in tropische regenwouden, nevelwouden en eikenbossen. Ook door de mens aangepaste bossen worden getolereerd als leefgebied. De hagedis is zowel een bodembewoner als een klimmer die in allerlei biotopen voorkomt, van rotsige tot vulkanische streken.
Door de internationale natuurbeschermingsorganisatie IUCN is de beschermingsstatus 'kwetsbaar' toegewezen (Vulnerable of VU). De grote knobbelhagedis wordt op grote schaal in het wild gevangen voor de handel in exotische dieren. Daarnaast wordt het leefgebied bedreigd door menselijke activiteiten zoals mijnbouw.

## Levenswijze
De knobbelhagedis klimt in holle bomen en in rotsspleten om te foerageren, op het menu staan voornamelijk mieren en gevleugelde termietensoorten.
Bij gevaar wordt de bek wijd opengesperd waarbij het zwarte slijmvlies aan de binnenzijde van de bek wordt getoond. Dit dient om de vijand af te schrikken en een dergelijk gedrag komt ook wel voor bij andere reptielen.
De vrouwtjes zijn eierlevendbarend en krijgen gemiddeld drie jongen per keer die dan ongeveer 4 centimeter lang zijn. Het aantal jongen kan oplopen tot zeven. De draagtijd kan tot negen maanden bedragen.